# Poncet de la Rivière (maire de Bordeaux)
Pour les articles homonymes, voir Poncet de la Rivière et La Rivière.
Poncet de la Rivière est une personnalité politique et militaire de la fin du XVe siècle. Il est notamment maire de Bordeaux de 1485 à 1495..

## Biographie
Poncet de la Rivière serait le fils de Jacques de la Rivière, bailli de Nivernais fait chevalier au siège de Rouen en 1449, et le neveu de Jean de la Rivière, légiste et chancelier du duc de Bretagne.
Il commande les francs-archers d'ordonnance de la garde de Louis XI. À la bataille de Monthléry le 16 juillet 1465 il dirige avec vaillance les archers de l'avant-garde royale contre Charles le Téméraire. 

« Ceux [les archers à cheval] de la part du Roy les conduisoit Poncet de la Rivière, et estoient tous huissiers d'ordonnance orfovérisés et bien en point. Ceux du costés des Bourguignons estoient sans ordre et sans commandement, comme volontaires »

— Philippe de Commynes
Il est bailli de Montferrand, conseiller et chambellan de Louis XI. Après la mort de ce dernier, sa fille la princesse et régente de France Anne de Beaujeu a recours à Poncet pour des ambassades et le fait nommer maire de Bordeaux en 1485, succédant à Jean de Durfort. Il exerce cette charge jusqu'à ce qu'elle soit à nouveau confié à son prédécesseur dix ans plus tard.